# Бубенчик лилиелистный
Бубе́нчик лилиели́стный (лат. Adenophora liliifólia) — многолетнее травянистое растение; вид рода Бубенчик семейства Колокольчиковые.

## Ареалиэкология
Распространён в лесной зоне Европы, кроме севера и Крыма, в Западной Сибири, Средней Азии, на Кавказе. В Беларуси проходит северная граница сплошного ареала. Встречается очень редко в лесах, на опушках, среди кустарников.

## Описание

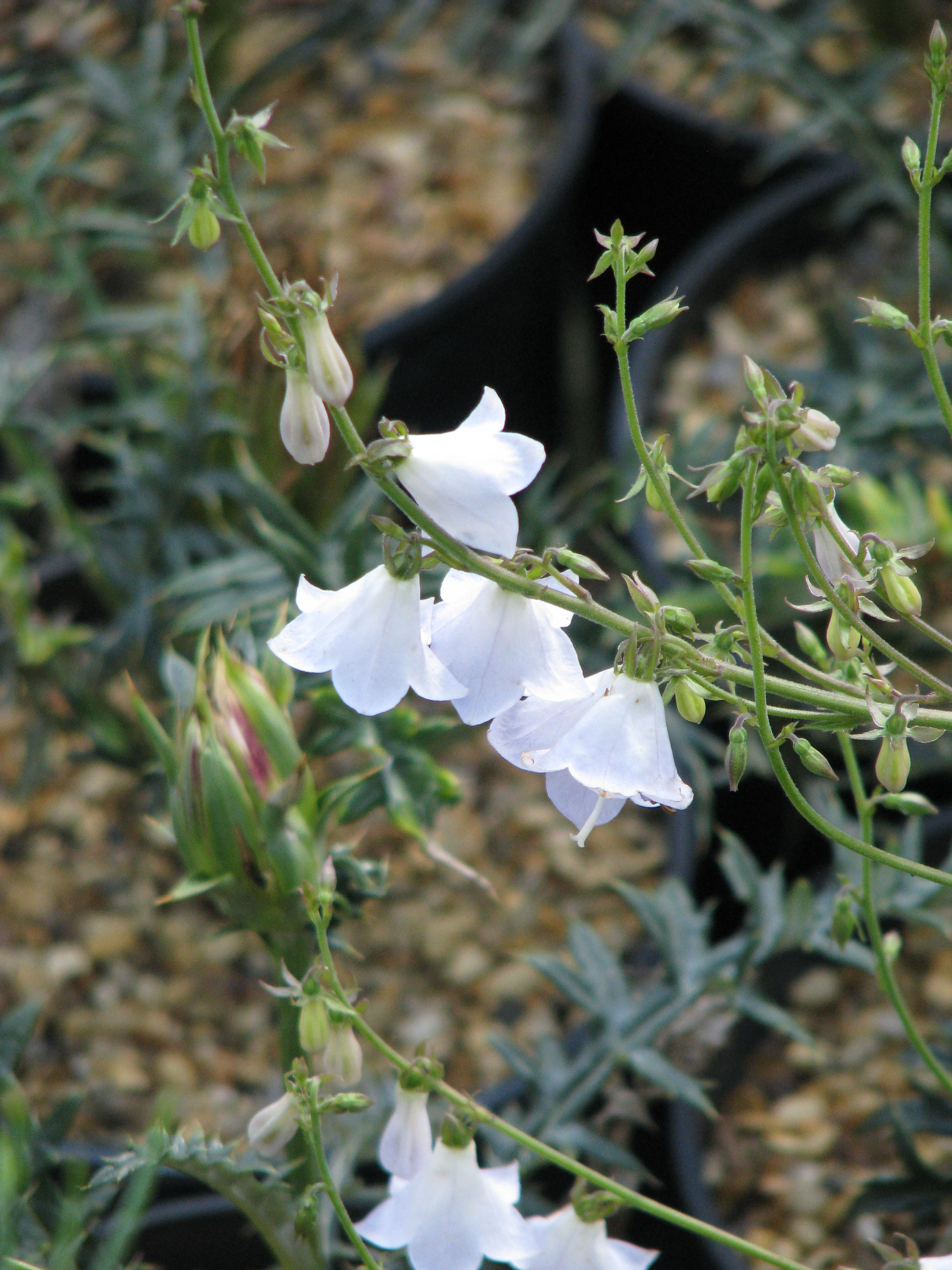
Цветки крупным планом

Многолетнее, высокое, до 1 м и более травянистое растение с толстым веретеновидным корнем. Побеги прямые или ветвистые, продольно-полосатые, голые, густо покрыты узкими листьями. Листья обычно слегка опушенные по краям и жилкам мелкими мягкими волосками. Прикорневые листья на черешках, быстро засыхают. Стеблевые листья ланцетно-продолговатые, яйцевидно-эллиптические, крупно-зубчатые, короткочерешковые или сидячие.
Цветки на тонких цветоножках, поникающие, до 1,5 см длины, собраны в многоцветковую метёлку. Пять чашелистиков срастаются, зубцы чашечки отклонены наружу, и во много раз чашечка короче венчика. Венчик голубой, колокольчатый, неглубоко разделенный на пять слегка отклоненных широких лопастей. В цветке пять сросшихся тычинок и один пестик из двух плодолистиков. Цветёт в июне — июле.
После продолжительного цветения образуются повислые плоды — многосемянные коробочки, из которых через отверстия высыпаются осенью многочисленные мелкие рыжеватые семена. Размножение преимущественно семенное. Декоративное. Лекарственное. Растёт единичными экземплярами, зарослей не образует.

## Охранный статус

### В России
В России вид входит в локальные красные книги многих регионов: Белгородская, Брянская, Владимирская, Воронежская, Калужская, Курганская, Курская, Московская, Пензенская, Ростовская, Саратовская, Смоленская, Тульская, Тюменская области, Пермский край, Удмуртия, Чувашия и республика Марий Эл.

### На Украине
Внесён в «Перечень редких и находящихся под угрозой исчезновения видов растительного мира на территории Тернопольской области» (решение № 64 Тернопольского областного совета от 11 ноября 2002 года).
Внесён в Перечень видов флоры, охраняемых в Львовской области.
Также охраняется в соответствии с решениями областных советов на территориях Луганской, Сумской, Полтавской, Черниговской, Черновицкой, Кировоградской и Днепропетровской областей.
Занесена в красный список Харьковской области и Закарпатья

## Таксономия

### Синонимы
По данным The Plant List на 2010 год, в синонимику вида входят:
- Adenophora alpini (L.) Borbás ex Prain
- Adenophora communis Fisch.
- Adenophora cordata Tausch ex B.D.Jacks.
- Adenophora fischeri (Schult.) G.Don
- Adenophora intermedia (Schult.) Sweet, nom. illeg.
- Adenophora liliifolia (L.) Besser
- Adenophora marsupiiflora var. pilosa Korsh.
- Adenophora mikoi (Borbás) Borbás ex Prain
- Adenophora periplocifolia (Lam.) A.DC.
- Adenophora perpallens (Borbás) Prain
- Adenophora polymorpha Ledeb.
- Adenophora rhomboidea Prain
- Adenophora setulosa Borbás
- Adenophora stylosa (Lam.) Fisch.
- Adenophora suaveolens (Schrad. ex Hornem.) Rchb.
- Adenophora suaveolens (Gilib.) Mey.
- Campanula alpini L.
- Campanula cordata Tausch, nom. illeg.
- Campanula fischeri Schult.
- Campanula intermedia Schult.
- Campanula liliflora Roth
- Campanula liliifolia L.
- Campanula mikoi Borbás
- Campanula periplocifolia Lam.
- Campanula perpallens Borbás
- Campanula rhomboidea Borbás, nom. illeg.
- Campanula spreta Schult.
- Campanula stylosa Lam.
- Campanula suaveolens Gilib., nom. inval.
- Campanula suaveolens Schrad. ex Hornem.
- Campanula subuniflora Lam.
- Campanula umbrosa F.Dietr.